# 齐增四
狐狸座2，又名BD+22 3648，HD 180968、SAO 87036、HR 7318，是狐狸座的一颗恒星，视星等为5.43，位于銀經56.36，銀緯4.85，其B1900.0坐标为赤經19h 13m 29.7s，赤緯+22° 4.85′ 43″。